# Ruta Nacional 12 (Argentina)
A Ruta Nacional 12 ou simplesmente RN 12 é uma rodovia argentina que faz a comunicação da região mesopotámica com o resto do país. Une as províncias de Misiones, Corrientes e Entre Ríos com a Buenos Aires, numa extensão de 1.580 quilômetros, totalmente asfaltados.
Nasce na cidade de Zárate, província de Buenos Aires e atravessa o rio Paraná, pelo Complexo Viario Zárate - Brazo Largo. Passa pelas cidades de Paraná, Corrientes e Posadas, que são as capitais das três províncias mesopotâmicas, e culmina na Ponte Internacional Tancredo Neves, na cidade de Puerto Iguazú. Após cruzar o Rio Iguaçu, limite natural com o Brasil, a rodovia continua no estado brasileiro do Paraná com a denominação de BR-469.
No trecho Zárate (Província de Buenos Aires) e Ceibas (Província de Entre Ríos) a a rodovia é composta de duas pistas dividida (autoestrada). O complexo ferrovial Zárate - Brazo Largo foi aberto ao trânsito em 14 de dezembro de 1977.
Antes da construção deste complexo viário, os usuários da rodovia tinham que cruzar os rios Rio Paraná de las Palmas e Río Paraná Guazú por balsa. O trecho entre estes braços do rio, na Ilha Talavera, era de ripio (pedras soltas).
A construção da segunda pista no trecho de 45 km entre Brazo Largo e Ceibas (km 115 ao 160) começou em maio de 1997, sendo inaugurada aa autoestrada em 12 de outubro de 1999.
A Lei Nacional 25.680 publicada no Diário Oficial em 3 de janeiro de 2003 designa o trecho desde Brazo Largo (nas margens do Rio Paraná Guazú) a Ceibas como David Della Chiesa.